# Hljóðaklettar

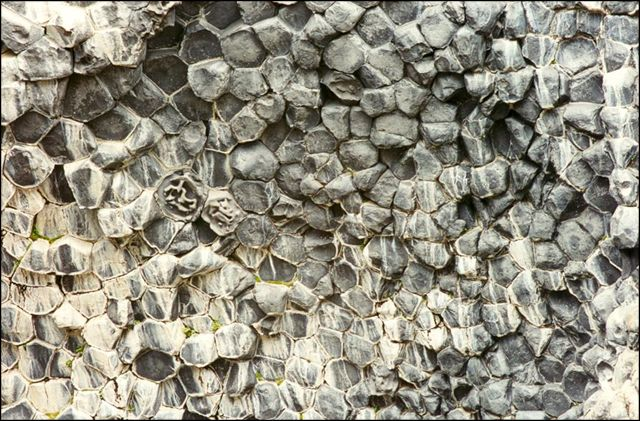
Formazioni basaltiche delle Hljóðaklettar

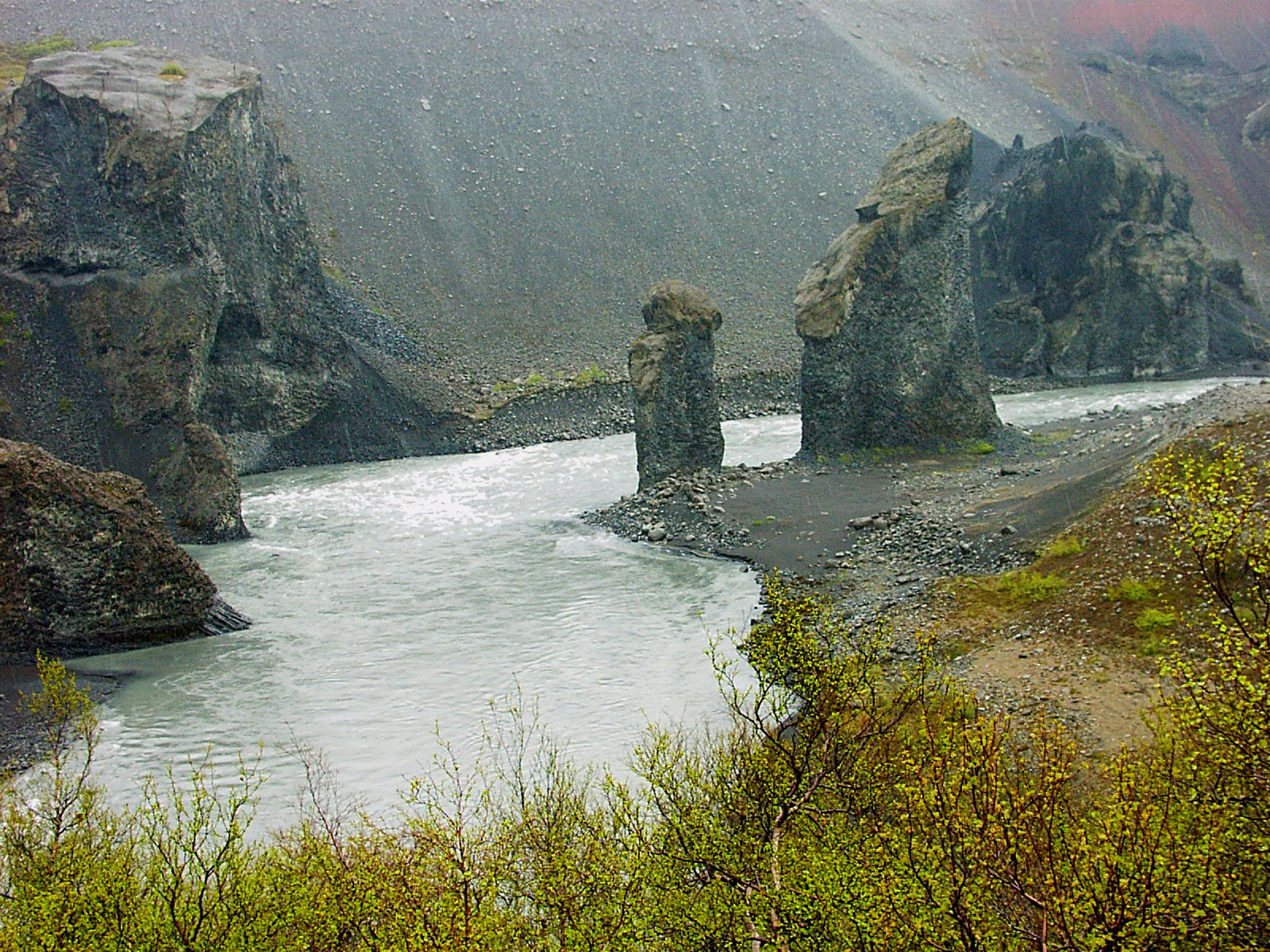
Karl e Kerling

Situate lungo il percorso del colossale canyon Jökulsárgljúfur, nel nord-est dell'Islanda, Hljóðaklettar, le Scogliere Mormoranti, sono impressionanti rocce basaltiche dalle forme più svariate che risultano diverse a seconda di come le interpreta l'occhio dell'osservatore. Le scogliere furono originate dalla lava prodotta dai crateri di Rauðhólar.
Originariamente crateri facenti parte di un grande ed antico sistema vulcanico, i depositi più teneri vennero via via erosi dalle catastrofiche onde di piena del fiume Jökulsá á Fjöllum, provenienti dal gigantesco Vatnajökull, che solo parzialmente avevano perso la loro immensa potenza anche se il ghiacciaio si trova a più di 150 km più a sud. Le colonne basaltiche, solidificate secondo infinite e strabilianti direzioni, rimasero invece intatte, ed ancora oggi si possono ammirare esagoni perfetti, spirali, geometrie e simmetrie. Il fenomeno è dovuto alla contrazione, causata dal raffreddamento, della roccia basaltica: le pareti esterne dei crateri hanno dato origine ad aghi basaltici, prismi perfetti a 4-6 facce, allineati secondo le linee di contrazione e rottura della massa rocciosa.
Le Hljóðaklettar sono anche ricche di caverne, tra cui l'impressionante Kirkjan, la Chiesa, che ha appunto l'aspetto di una gigantesca chiesa con il tetto spiovente. Una caverna analoga è presente a Dimmuborgir, sulle sponde del lago Mývatn.
Il nome Hljóðaklettar significa Scogliere Mormoranti o Rocce dell'Eco, e deriva dal suono delle scroscianti acque dello Jökulsá á Fjöllum che viene deformato dalle forme e dalle cavità delle rocce circostanti che sembrano mormorare, urlare o bisbigliare a seconda del volume delle acque e della forza del vento. Il suono delle acque amplificato, distorto e proveniente da pressoché tutte le direzioni, rende impossibile determinare la direzione dove scorre il fiume.
Non distante dalle Hljóðaklettar si trovano Karl e Kerling, il Gigante e la Vecchia, due massicci faraglioni che assomigliano, secondo la leggenda, ad un paio di troll pietrificati e che si trovano proprio in riva al fiume e di fronte alla grande area di Hallhöfðaskógur, nota per la sua vegetazione.

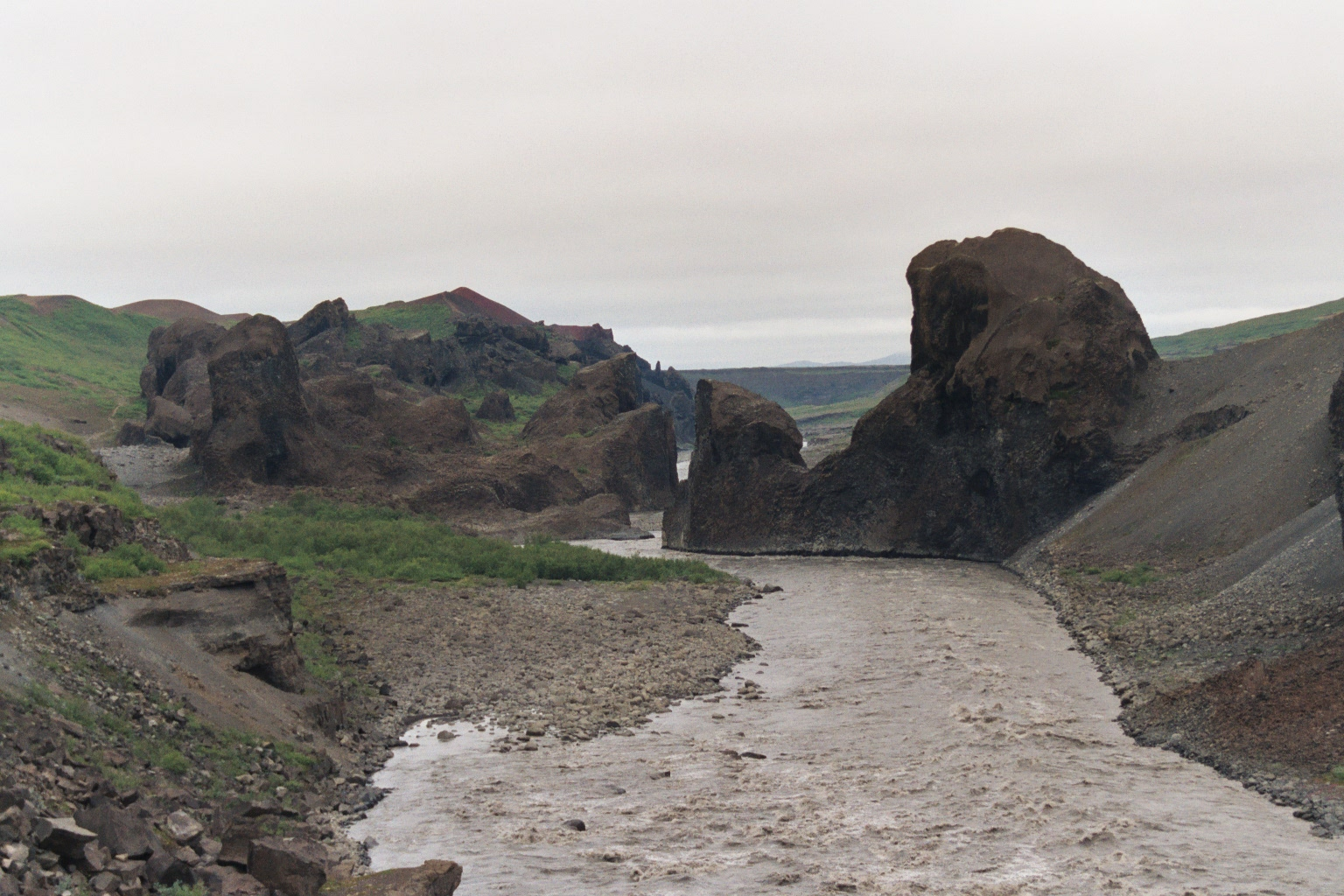
Le scogliere di Hljóðaklettar
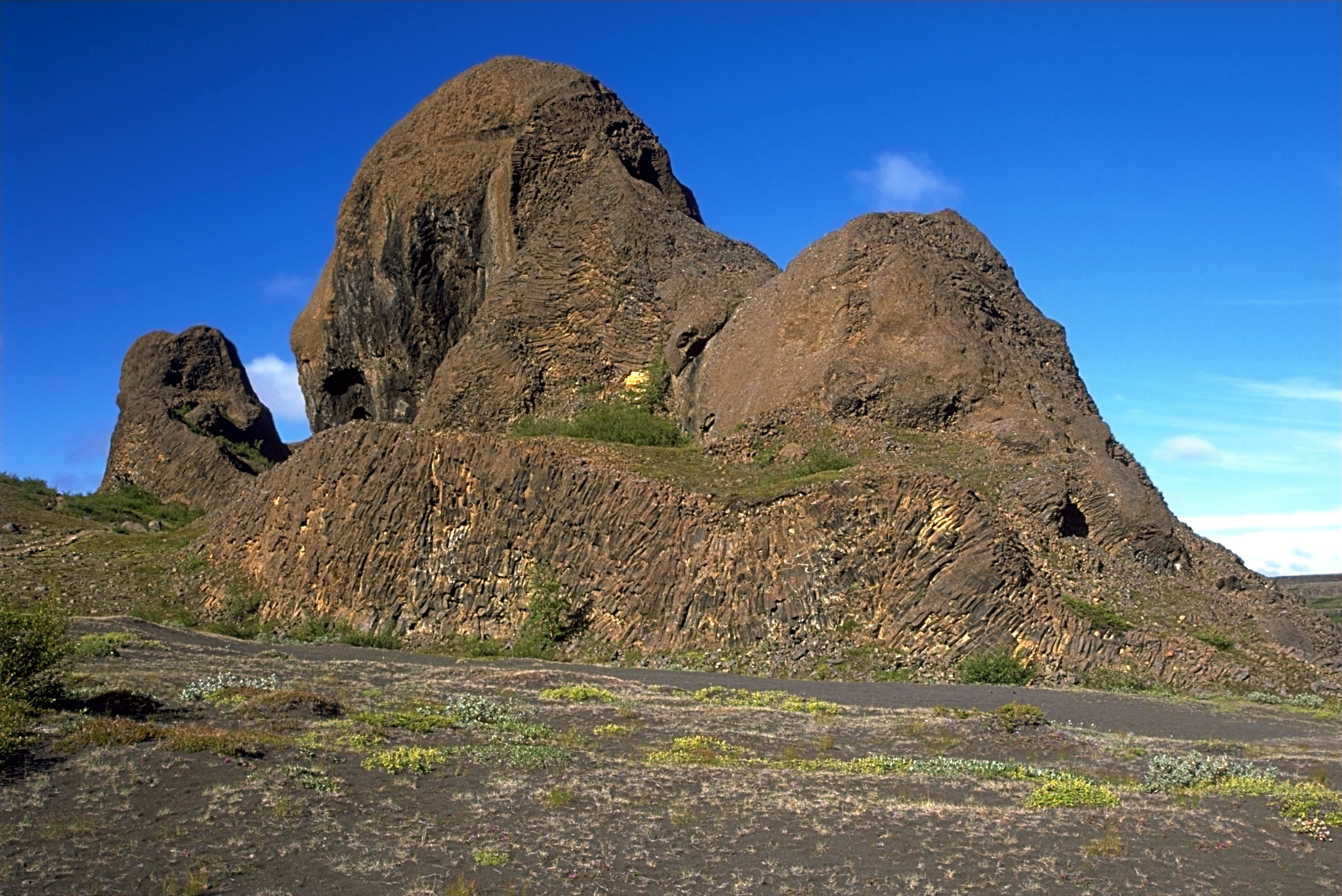
La chiesa di Vesturdalur
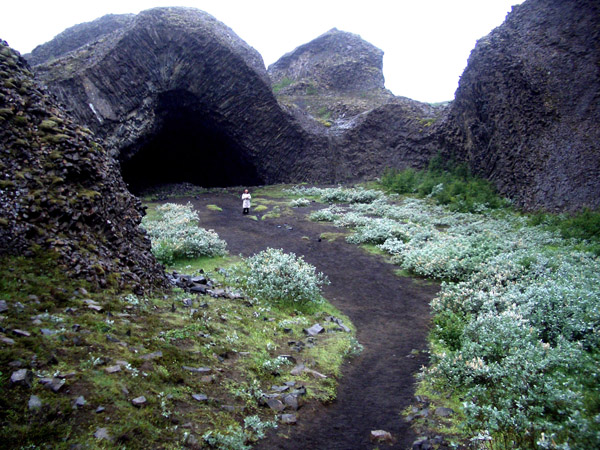
Kirkjan, la Chiesa
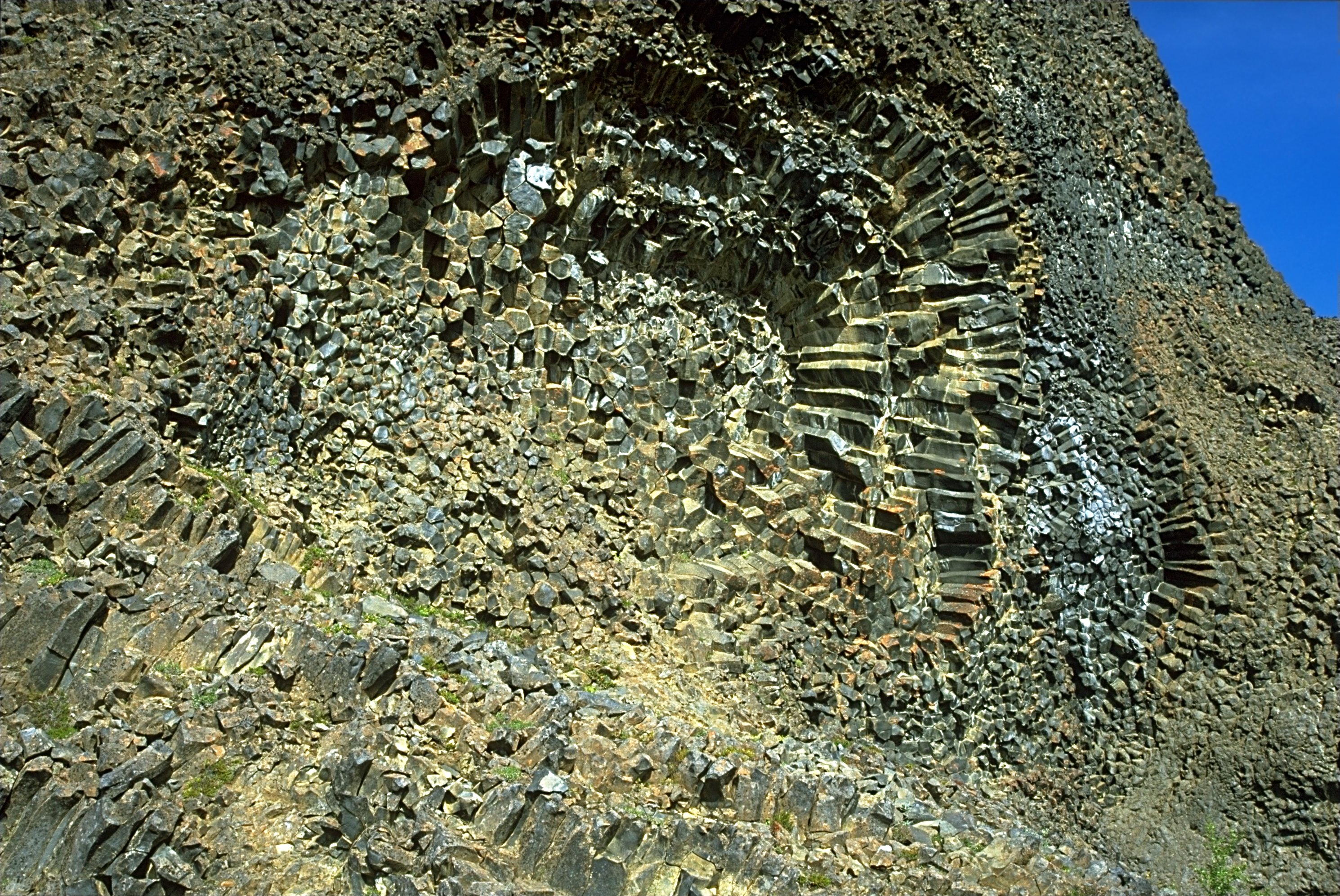
Formazioni basaltiche